# Carnaval en République dominicaine

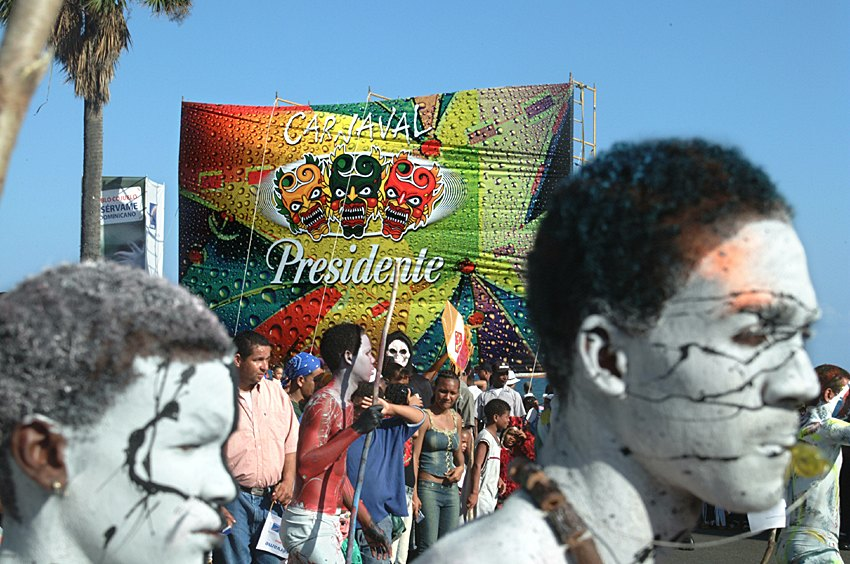
Actos de Carnaval

Le Carnaval en République dominicaine est « une œuvre majeure populaire, un opéra bouffe dont la scène est la rue, et les acteurs et protagonistes le peuple » d'après Jose G. Guerrero.

## Description
En République Dominicaine, on distingue deux types de carnaval : 
- le carnaval de carnestolenda, provenant d'Espagne, qui se célèbre en principe pour le mardi gras, mais qui peu à peu fut aussi fêté lors des fiestas patrias (Fêtes Nationales) du 27 février, et du 16 août ;
- le carnaval cimarrón, de tradition africaine, célébré à la fin de la  Semaine sainte, et qui a lieu surtout dans les régions ayant connu autrefois des révoltes des "nègres marrons" (esclaves en fuite réfugiés dans les forêts où ils fondèrent des communautés).

Un autre type de réjouissances populaires a donné lieu à des défilés de masques : les guloyas (surtout à San Pedro de Macoris), qui étaient à l'origine des sortes de mystères religieux, importés par les cocolos, immigrants venus des Petites Antilles sous domination anglaise. Les guloyas ont lieu en principe pendant les fêtes de Noël et sont accompagnées d'une musique particulière jouée avec des instruments importés eux aussi.

## Histoire
À la fin du XIXe siècle, de nombreuses familles de propriétaires espagnols furent chassées de Cuba par la guerre et s’installèrent dans le nord de l'île de Saint-Domingue, en particulier à Puerto Plata, Santiago de los Caballeros et La Vega. Ces cubains importèrent leurs traditions carnavalesques, en particulier les comparsas (troupes de masques équivalentes aux escolas de samba, cariocaises actuelles). 
Selon Mario Concepcion, une des plus célèbres comparsas est La Couleuvre de Saint Blaise, de La Vega. A Puerto-Plata était la fameuse La danse du caïman et de la négresse Conchita.

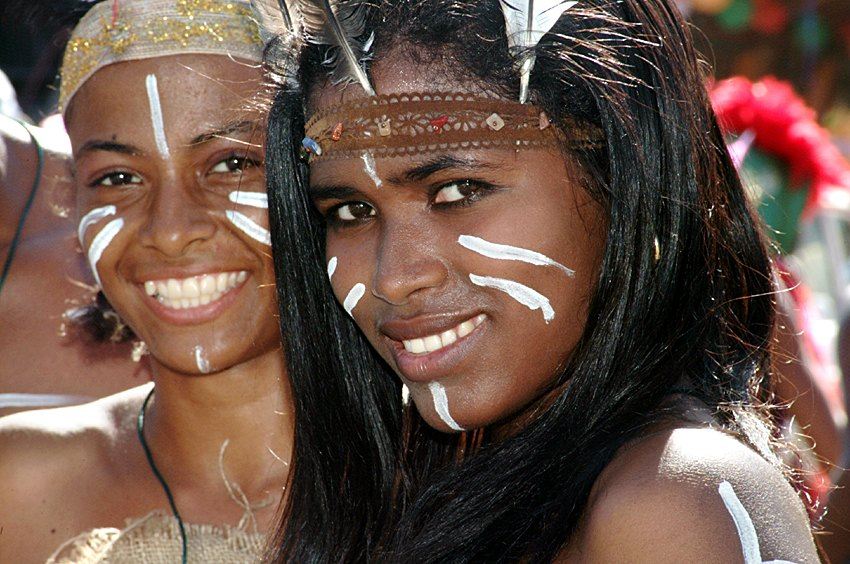
Filles noires dominicaines parées et peintes comme des Taïnos

Des influences carnavalesques venues d'Haïti sont aussi perceptibles, en particulier dans le personnage féminin de la robalagallina (vole la poule), qui est soit une imitation, soit une  caricature de l'élégante femme de planteur français, rencontrée surtout dans le carnaval de Jacmel à Haïti.

### LesLechones
Mais le personnage le plus populaire du Carnaval dominicain est le Diablo cojuelo (Diable boiteux), appelé ainsi à Vega, alors qu'on l'appelle macarao à Salceda et Bonao, et lechon (cochon de lait) à Santiago de los Caballeros. Les lechones sont des personnages masculins vêtus d'amples vêtements multicolores, sur lesquels scintillent des fausses pierres précieuses et des petits miroirs. Le gros ceinturon en forme de longaniza (longue et grosse saucisse) qui leur serre le thorax des aisselles aux hanches ne doit faciliter ni l'aération ni la respiration du danseur. Les lechones joyaderos (porteurs de joyaux - ou originaires du village de La Joya ?) sont plus richement vêtus, et couverts de grelots. Le masque des lechones, assez effrayant, est une tête de canard ressemblant à celle de Donald Duck (son bec plat largement fendu a le mérite de laisser respirer le personnage pendant ses danses frénétiques), surmontée d'une paire de grandes cornes prélevées sur un zébu, bovidé employé à tirer les chars de canne-à-sucre. 

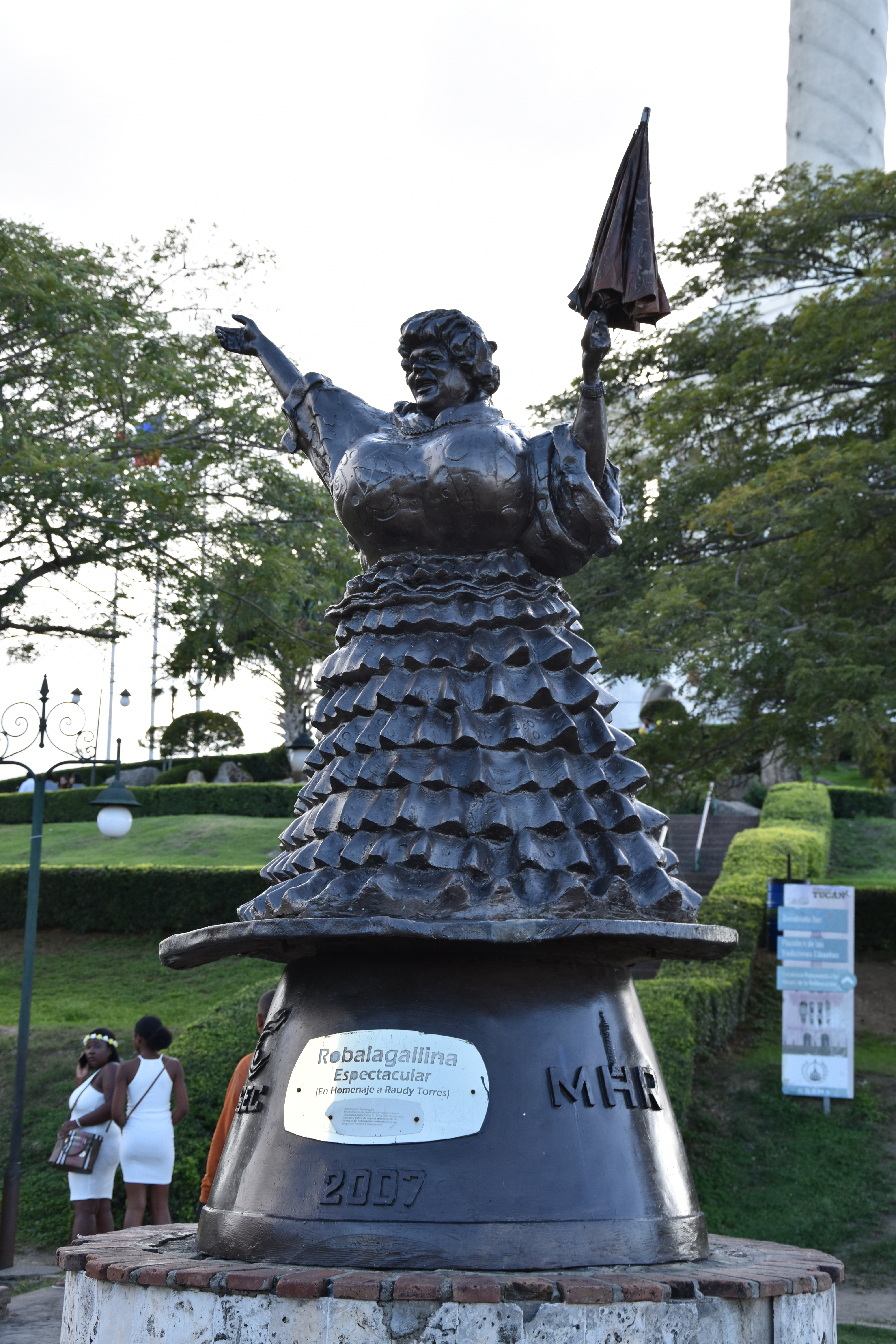
Statue de robalagallina en Santiago de los Caballeros

Les lechones joyaderos ont des cornes recouvertes d'excroissances coralliformes. Tous se démènent, sautent, font claquer leur fouet, et dansent autour des personnages féminins, les robalagallinas. Autrefois ils agitaient et frappaient autour d'eux dans l'assistance avec une vessie contenant un fœtus de porcelet, comme les masques de Carnaval européens qui, avant de jeter des fruits confits (confetti) ou des fleurs répandaient autour d'eux sang, moût de vinasse et excréments.
Au pied du Monument aux Héros Dominicains, élevé sur une éminence qui domine la ville de Santiago de los Caballeros, sont érigées quatre curieuses statues de P.V.C. brun, surmontant des plaques qui fournissent d'amples explications sur ces personnages, et sur leur rôle dans les traditions dominicaines. Ces statues représentent les deux types de lechones et les deux types de robalagallina. La robalagallina sencilla (simple) est une jolie fille mince, habillée comme une grisette parisienne : jupe longue, évasée en bas et moulant les hanches, taille de guèpe et poitrine mises en valeur par un corsé (bustier), chemisier léger, chignon et ombrelle. La robalagallina exagerada est une femme obèse, en crinoline, couverte de volants et coiffée "en choucroute", dotée d'un énorme bustier et d'un immense postérieur. 
Pendant les défilés, dans la foule en délire ivre de musique (l'orchestre dominicain typique est composé de la guaïra, un cylindre de zinc contenant des graines, d'un gros tambour, d'une guitare et d'un accordéon volontairement dissonant...), les atractivos (avantages naturels) le plus souvent postiches des robalagallinas exageradas attirent  les caresses appuyées et les petits coups de pied affectueux  des lechones. Mais actuellement dans les défilés les filles jolies et minces portent de plus en plus souvent des maillots de bain échancrés et de hauts plumets multicolores, comme leurs collègues de Rio de Janeiro, les sambistas cariocas. Quant aux robalagallinas en robe longue (surtout les exageradas), ce sont le plus souvent des hommes déguisés en femmes. Si le processus d'uniformisation culturelle se poursuit, on verra sans doute dans quelques années des robalagallinas calquées sur les personnages des gay-prides.